# Маяцкая дача
Маяцкая дача — ботанический памятник природы общегосударственного значения. Находится в Краматорском районе Донецкой области, возле сёл Маяки, Соболевка, Макатыха и Сидорово. Статус памятника природы присвоен распоряжениями Совета министров УССР № 780-р, 14 октября 1975 года. Площадь — 18 га. С Маяцкой дачей работает Маяцкое лесничество.
Маяцкая дача входит в состав Национального природного парка «Святые горы».
Лес Маяцкой дачи находится в водоразделе рек Северский Донец и Макатыха. Деревья в насаждениях сосредоточены не только в балках, но и по водоразделам.
Представляет собой насаждения лиственных пород, среди которых встречаются дуб и граб обыкновенный. Маяцкая дача — самый крупный в Донецкой области дубравный массив. Четверть всех древесных стволов составляет граб обыкновенный. Граб обыкновенный находится за границей ареала и расположен изолированно от него. Это самое восточное месторасположение граба обыкновенного. Произрастание граба обыкновенного в Донбассе является реликтом послеледникового периода.
Здесь можно встретить все виды древесной флоры, произрастающей в Донбассе. Также здесь широко представлены кустарниковые породы и травянистые растения. Встречается много лекарственных видов. В подлеске можно встретить бересклет бородавчатый, лещину.